# Anthony Lippini
Anthony Lippini (Bastia, 7 novembre 1988) è un ex calciatore francese, difensore.

## Carriera
Nella stagione 2011-2012 ha giocato 20 partite in Ligue 1 con l'Ajaccio.